# Ettlingen
Ettlingen – miasto w Niemczech, w kraju związkowym Badenia-Wirtembergia, w rejencji Karlsruhe, w regionie Mittlerer Oberrhein, w powiecie Karlsruhe. Leży u podnóża Schwarzwaldu, nad rzeką Alb, na południe od Karlsruhe, na wysokości 132 m n.p.m. Liczy 38 553 mieszkańców (31.12.2010), na powierzchni 56,74 km².

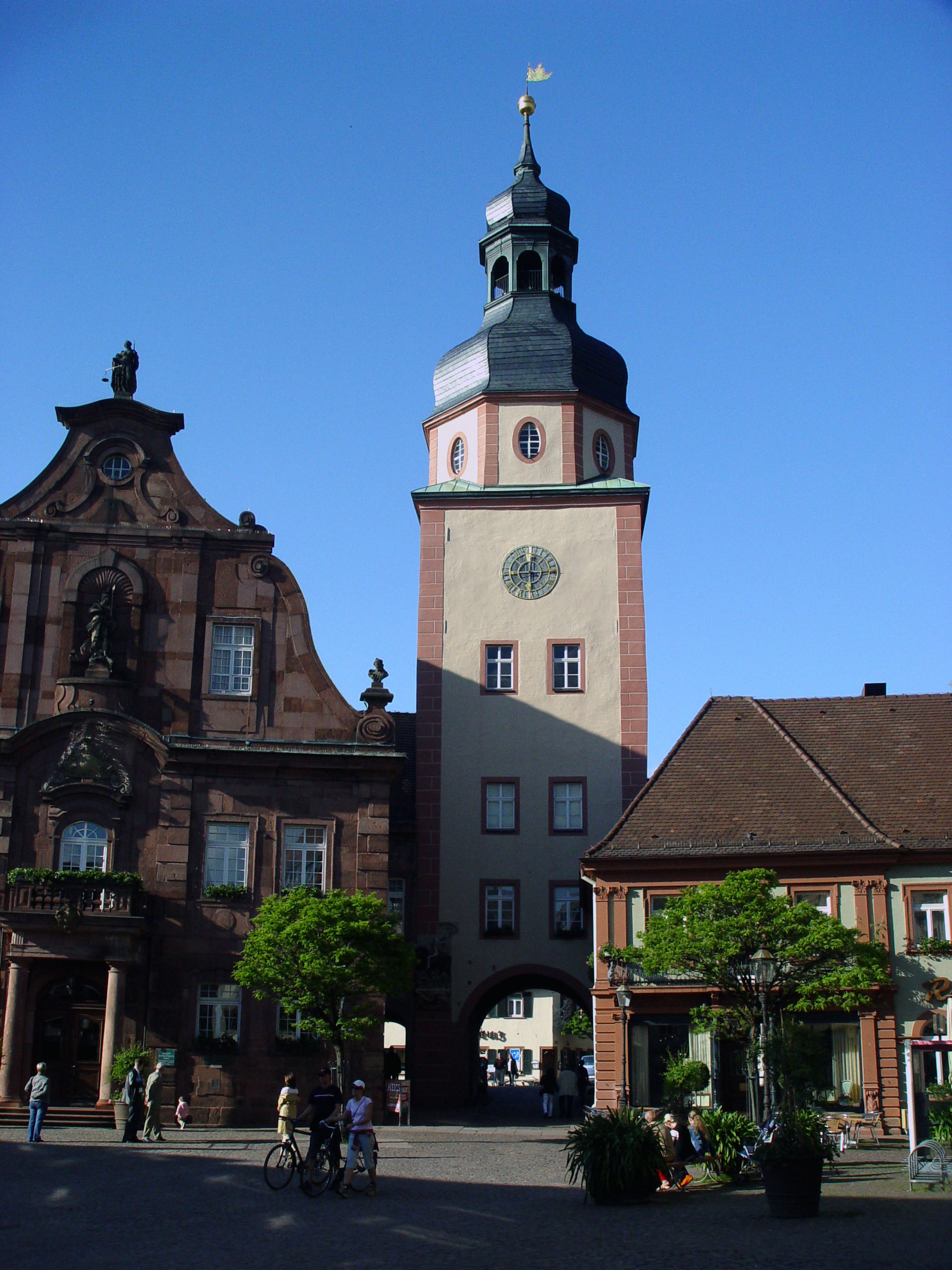
Ettlingen

## Historia
Ettlingen za czasów rzymskich leżało na ważnym skrzyżowaniu dróg, a w 788 r. zostało po raz pierwszy wymienione jako Ediningom w księgach klasztoru Wissembourg w Alzacji. W 965 r. miejscowość otrzymała prawa targowe, a w 1192 miejskie. Od 1219 r. miasto znajdowało się pod rządami badeńskich margrabiów.
W 1689 r., w czasie wojny Francji z Ligą Augsburską, miasto zostało prawie całkowicie spalone przez francuskie wojska, po czym odbudowane. Od 1771 r. Ettlingen należało do zjednoczonego Margrabstwa Badenii.

## Gospodarka
- Schneidersöhne – handel i obróbka papieru (dawniej tradycje papiernictwa w mieście)
- Bardusch – główna siedziba producenta artykułów higienicznych
- AMO (Advanced Medical Optics Germany GmbH) – producent soczewek kontaktowych
- ETO – fabryka spożywcza
- liczne firmy informatyczne, biura architektoniczne i graficzne

## Transport
Do Ettlingen prowadzą autostrada A5 i droga krajowa B3. Drogi z doliny Alb prowadzą od 1994 przez tunel, omijając centrum miasta na północnym wschodzie. Przez Ettlingen prowadzą linie tramwaju dwusystemowego S31 i S32 oraz tramwaju regionalnego S1 i S2 Albtalbahn z dwoma dużymi dworcami i kilkunastoma przystankami, przebudowane z dawnej kolei wąskotorowej.

## Zabytki
- pałac Margrabiów (Schloss Ettlingen), 1727–1733
- kościół św. Marcina St. Martin z romańską wieżą na pozostałościach łaźni rzymskiej, ostatnio przebudowany w 1732
- ratusz z 1737–1738 z wieżą – dawną średniowieczną bramą miejską
- studnia św. Jerzego (Georgsbrunnen) na rynku z 1494

## Współpraca
Miejscowości partnerskie:
- Clevedon, Wielka Brytania
- Épernay, Francja
- Etoges, Francja (kontakty utrzymuje dzielnica Oberweier)
- Fèrebrianges, Francja (kontakty utrzymuje dzielnica Oberweier)
- Fère-Champenoise, Francja (kontakty utrzymuje dzielnica Bruchhausen)
- Gatczyna, Rosja
- Löbau, Saksonia
- Menfi, Włochy
- Middelkerke, Belgia
- Soudron, Francja (kontakty utrzymuje dzielnica Schluttenbach)